# Даттус
Даттус (казнён 15 июня 1021 года) — один из лидеров лангобардского освободительного движения против Византии, зять Мелуса.

## Биография
В 1009 годы Мелус и Даттус подняли восстание против Византии и сумели занять Бари. В 1010 году на сторону восставших перешли Асколи и Трани. Однако в 1011 году катепан (византийский наместник) Василий Месардонит разбил повстанцев и взял их последний оплот Бари 11 июня 1011 года. Мелус сумел бежать в Салерно, под защиту князя Гвемара III. Жена и сын Мелуса Аргир были арестованы и отвезены в Константинополь, а Даттус нашёл убежище в папских владениях. Папа римский Бенедикт VIII предоставил своему другу Даттусу вооружённый отряд и крепость на реке Гарильяно, на границе владений Гаэты и Монтекассино.
В 1017 году Даттус присоединился к новому восстанию Мелуса против Византии, в этот раз в армии повстанцев сражались норманнские наёмники. После первых успехов восставшие были разбиты катепаном Василием Боиоаннесом при Каннах в октябре 1018 года. Поредевший отряд норманнов стал промышлять наёмничеством и грабежами, а Мелус скрылся в папских владениях, а затем отправился в Германию просить помощи у императора Священной Римской империи Генриха II Святого. Даттус вновь удалился в свою крепость на Гарильяно.
В июне 1021 года новые союзники Византии Пандульф IV Капуанский и его брат Атенульф, аббат Монте-Кассино, пропустили византийские войска через свои территории. Не ожидавший нападения Даттус был схвачен и в цепях отвезён в Бари. 15 июня Даттуса зашили в мешок с петухом, обезьяной и змеёй и бросили в море.
Известие о зверском убийстве Даттуса, личного друга Бенедикта VIII, ускорило принятие Генрихом II решения об интервенции. В 1022 году германская армия заставила аббата Атенульфа бежать (на пути в Константинополь он утонул в результате кораблекрушения) и арестовала Пандульфа. Попытка вторжения в византийскую Апулию закончилась неудачей: после трёхмесячной осады Трои Генрих II был вынужден вернуться в Германию. Таким образом, гибель Даттуса была отомщена лишь частично.